# Kameralamt Heidenheim
Das Kameralamt Heidenheim war eine Einrichtung des Königreichs Württemberg, die im Amtsbezirk Besitz und Einkommen des Staates verwaltete. Es bestand von 1807 bis 1922 in Heidenheim an der Brenz. Das Kameralamt wurde im Rahmen der Neuordnung der Staatsfinanzverwaltung im Königreich Württemberg geschaffen.

## Geschichte
Auf Grund der Verfügung des Finanzministeriums vom 20. März 1838 hatte das Kameralamt Heidenheim die zum Oberamt Gmünd gehörige Parzelle Hesselschwang der Gemeinde Bartholomä an das Kameralamt Gmünd abzutreten.
Bei der Auflösung des Kameralamts Herbrechtingen am 6. März 1843 erhielt das Kameralamt Heidenheim die Orte des aufgelösten Kameralamts: Bergenweiler, Bolheim, Brenz, Burgberg, Dettingen, Giengen, Hausen o. L., Herbrechtingen, Hermaringen, Heuchlingen, Hohenmemmingen, Hürben, Sachsenhausen und Sontheim a. Br. zugeteilt und hatte die zum Oberamt Neresheim gehörigen Gemeinden Ballmertshofen, Demmingen, Dischingen, Eglingen und Groß- und Klein-Kuchen an das Kameralamt Kapfenburg abzutreten.